# Olympische Sommerspiele 1908/Rudern – Einer
Der Einer im Rudern bei den Olympischen Spielen 1908 in London fand vom 28. bis 31. Juli 1908 auf der Themse statt. Titelverteidiger war Frank Greer aus den Vereinigten Staaten.

## Ergebnisse

### Vorlauf

#### Lauf 1
| Rang | Nation          | Athlet            | Zeit       | Anmerkung |
| ---- | --------------- | ----------------- | ---------- | --------- |
| 1    | Deutsches Reich | Bernhard von Gaza | 9:35,0 min | Q         |
| —    | Ungarn          | Ernő Killer       | DNF        |           |

### Viertelfinale

#### Lauf 1
| Rang | Nation          | Athlet            | Zeit       | Anmerkung |
| ---- | --------------- | ----------------- | ---------- | --------- |
| 1    | Deutsches Reich | Bernhard von Gaza | 9:47,0 min | Q         |
| 2    | Kanada          | Lou Scholes       | unbekannt  |           |

#### Lauf 2
| Rang | Nation  | Athlet          | Zeit        | Anmerkung |
| ---- | ------- | --------------- | ----------- | --------- |
| 1    | Ungarn  | Károly Levitzky | 10:08,0 min | Q         |
| 2    | Italien | Gino Ciabatti   | unbekannt   |           |

#### Lauf 3
| Rang | Nation         | Athlet            | Zeit        | Anmerkung |
| ---- | -------------- | ----------------- | ----------- | --------- |
| 1    | Großbritannien | Harry Blackstaffe | 10:03,0 min | Q         |
| —    | Kanada         | Walter Bowler     | DNF         |           |

#### Lauf 4
| Rang | Nation         | Athlet              | Zeit        | Anmerkung |
| ---- | -------------- | ------------------- | ----------- | --------- |
| 1    | Großbritannien | Alexander McCulloch | 10:08,0 min | Q         |
| 2    | Belgien        | Jozef Hermans       | unbekannt   |           |

### Halbfinale

#### Lauf 1
| Rang   | Nation         | Athlet              | Zeit        | Anmerkung |
| ------ | -------------- | ------------------- | ----------- | --------- |
| 1      | Großbritannien | Alexander McCulloch | 10:22,0 min | Q         |
| Bronze | Ungarn         | Károly Levitzky     | unbekannt   |           |

#### Lauf 2
| Rang   | Nation          | Athlet            | Zeit        | Anmerkung |
| ------ | --------------- | ----------------- | ----------- | --------- |
| 1      | Großbritannien  | Harry Blackstaffe | 10:14,0 min | Q         |
| Bronze | Deutsches Reich | Bernhard von Gaza | DNF         |           |

### Finale
| Rang   | Nation         | Athlet              | Zeit       | Anmerkung |
| ------ | -------------- | ------------------- | ---------- | --------- |
| Gold   | Großbritannien | Harry Blackstaffe   | 9:26,0 min | Q         |
| Silber | Großbritannien | Alexander McCulloch | unbekannt  |           |